# Fred Keenor
Frederick Charles Keenor (Cardiff, Gales, 31 de julio de 1894-Cardiff, Gales, 19 de octubre de 1972) fue un futbolista galés. Jugaba de defensa y es considerado uno de los grandes ídolos del Cardiff City. Llegó al club de Cardiff en 1912 luego de pasar una prueba, fue un jugador esporádico del equipo en la Southern Football League, aunque su carrera se vio interrumpida por la Primera Guerra Mundial. Keenor sirvió para el 17° Batallón (de servicio) del Regimiento Middlesex, liderado por el Mayor Frank Buckley, batallón que fue conocido como el Batallón del Fútbol. Luchó en la Batalla del Somme en 1916, donde sufrió una severa herida de metralla en el muslo. Regresó a Gran Bretaña y comenzó una larga rehabilitación hasta el término de la guerra. Keenor alcanzó el rango de sargento. Durante la guerra jugó para el Brentford como jugador invitado.
Con dudas para poder volver a la competición, Keenor regresó a Cardiff y comenzó uno de los periodos más exitosos de la historia del club. Lograron la promoción a la First Division en 1920. Keenor logró llegar con su club a la final de la FA Cup de 1925, que el Cardiff perdió por 1-0 ante el Sheffield United. En 1926, luego de la salida de Jimmy Blair, el galés fue nombrado como nuevo capitán del equipo, liderando la victoria en la FA Cup de 1927 donde derrotaron por 1-0 al Arsenal.
Keenor dejó el Cardiff City al término de la temporada 1930-31, luego de que el club descendiera a la Third Division South. Durante su paso en Cardiff jugó más de 500 encuentros para el club, donde ganó la Copa de Gales, FA Cup y el Charity Shield en sus 19 años en el equipo. Como ídolo del club, en noviembre de 2012 una estatua de él levantando la FA Cup fue instalada en las afueras del Cardiff City Stadium.
Keenor además jugó para el Crewe Alexandra, Oswestry Town y el Tunbridge Wells Rangers. Como jugador fue internacional absoluto con la selección de Gales en 32 encuentros. Con su selección ganó las ediciones de 1920, 1924 y 1928 del British Home Championship, fue capitán y anotó dos goles. Falleció en 1972.

## Estadísticas
Actualizado al último partido disputado.
| Cardiff City Gales                                                                                 |               |               |     |    |    |    |    |     |     |    |
| 3.ª                                                                                                | 1913-14       | 3             | 0   | 0  | 0  | 0  | 0  | 3   | 0   |    |
| 3.ª                                                                                                | 1914-15       | 21            | 2   | 0  | 0  | 0  | 0  | 21  | 2   |    |
| 3.ª                                                                                                | 1919-20       | 37            | 2   | 3  | 0  | 4  | 1  | 44  | 3   |    |
| 2.ª                                                                                                | 1920-21       | 38            | 4   | 7  | 1  | 0  | 0  | 45  | 5   |    |
| 1.ª                                                                                                | 1921-22       | 27            | 1   | 1  | 0  | 3  | 2  | 31  | 3   |    |
| 1.ª                                                                                                | 1922-23       | 38            | 3   | 4  | 0  | 4  | 2  | 46  | 5   |    |
| 1.ª                                                                                                | 1923-24       | 39            | 1   | 6  | 0  | 4  | 0  | 49  | 1   |    |
| 1.ª                                                                                                | 1924-25       | 36            | 0   | 8  | 0  | 0  | 0  | 44  | 0   |    |
| 1.ª                                                                                                | 1925-26       | 25            | 2   | 0  | 0  | 0  | 0  | 25  | 2   |    |
| 1.ª                                                                                                | 1926-27       | 33            | 1   | 5  | 0  | 4  | 0  | 42  | 1   |    |
| 1.ª                                                                                                | 1927-28       | 36            | 0   | 3  | 0  | 6  | 0  | 45  | 0   |    |
| 1.ª                                                                                                | 1928-29       | 36            | 0   | 1  | 0  | 4  | 0  | 41  | 0   |    |
| 2.ª                                                                                                | 1929-30       | 36            | 0   | 2  | 0  | 3  | 0  | 41  | 0   |    |
| 2.ª                                                                                                | 1930-31       | 27            | 1   | 2  | 0  | 1  | 0  | 30  | 1   |    |
| Total club                                                                                         | Total club    | 432           | 17  | 42 | 1  | 33 | 5  | 507 | 23  |    |
| Crewe Alexandra Inglaterra                                                                         |               |               |     |    |    |    |    |     |     |    |
| 3.ª                                                                                                | 1931-32       | 38            | 0   | 2  | 0  | 0  | 0  | 40  | 0   |    |
| 3.ª                                                                                                | 1932-33       | 39            | 3   | 2  | 0  | 0  | 0  | 41  | 3   |    |
| 3.ª                                                                                                | 1933-34       | 39            | 2   | 1  | 0  | 1  | 0  | 41  | 2   |    |
| Total club                                                                                         | Total club    | 116           | 5   | 5  | 0  | 1  | 0  | 122 | 5   |    |
| Total carrera                                                                                      | Total carrera | Total carrera | 548 | 22 | 47 | 1  | 34 | 5   | 629 | 27 |
| (1) Incluye datos del Charity Shield, Copa de Gales y la Football League Third Division North Cup. |               |               |     |    |    |    |    |     |     |    |

## Palmarés

### Títulos nacionales
| Título                   | Club         | País       | Año     |
| ------------------------ | ------------ | ---------- | ------- |
| FA Cup                   | Cardiff City | Inglaterra | 1926-27 |
| FA Charity Shield        | Cardiff City | Inglaterra | 1927    |
| Copa de Gales            | Cardiff City | Gales      | 1923    |
| Copa de Gales            | Cardiff City | Gales      | 1927    |
| Copa de Gales            | Cardiff City | Gales      | 1928    |
| Copa de Gales            | Cardiff City | Gales      | 1930    |
| The Football Combination | Brentford    | Inglaterra | 1918-19 |

### Títulos internacionales
| Título                    | Club               | País        | Año     |
| ------------------------- | ------------------ | ----------- | ------- |
| British Home Championship | Selección de Gales | Reino Unido | 1919-20 |
| British Home Championship | Selección de Gales | Reino Unido | 1923-24 |
| British Home Championship | Selección de Gales | Reino Unido | 1927-28 |